# Lukas Laube
 (janvier 2024).
Pour les articles homonymes, voir Laube.
Lukas Laube, né le 22 avril 2000 à Aarau, est un handballeur suisse.

## Biographie
Lukas Laube naît le 22 avril 2000.

### Carrière
Il commence à jouer au handball au HSC Suhr Aarau. Là, il suit le parcours des jeunes et joue avec la 1ère équipe en ligue nationale A jusqu'en 2022. En 2022, il rejoint le GC Amicitia Zurich. En février 2023, il quitte Zurich de manière anticipée et signe un contrat avec le club de Bundesliga, le TVB 1898 Stuttgart,. Il est sous contrat avec le club jusqu'en juin 2026.
Il dispute son premier match pour l'équipe nationale suisse en 2022 contre l'Allemagne. Aux Championnats d'Europe 2024, il marque neuf buts en trois matchs et termine 21e avec son équipe.